# Fleisch (Typografie)

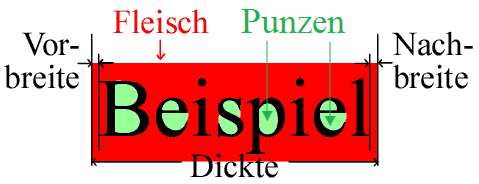
Rot eingefärbt: Fleisch
Grün eingefärbt: Punzen

Als Fleisch wird in der Typografie der nicht zu druckende Bereich um einzelne Schriftzeichen herum bezeichnet. Dazu gehören der Freiraum ober- und unterhalb der Zeichen, damit untereinander stehende Schriftzeichen sich nicht berühren, sowie die Vor- und Nachbreiten. Nicht zum Fleisch gehören Punzen (nicht zu druckende Innenflächen eines Buchstabens).
Das Fleisch ist nicht mit dem Wortzwischenraum oder dem typografischen Weißraum zu verwechseln.